# Anna Quilling
Anna Quilling (29. Juli 1867 in Görlitz, Norddeutscher Bund – 30. Dezember 1912 in Leipzig, Deutsches Reich) war eine deutsche Opernsängerin (Sopran).

## Leben
Quilling begann ihre Bühnenkarriere 1889 in Lübeck, kam 1890 nach Magdeburg und wirkte dann von 1893 bis 1898 am Stadttheater in Riga. Von 1898 bis 1899 spielte sie am Theater des Westens in Berlin und trat im September 1899 in den Verband der Hofbühne Dessau ein. Aus dieser Zeit gibt es eine Tonaufnahme auf der Grammophon-Platte 43 270, die Habanera aus Carmen. Sie verstarb im Alter von 45 Jahren.

## Rezeption
„Sie ist eine stimmbegabte Koloratursoubrette von großer Bühnenroutine, deren Leistungen besten Eindruck machen.“